# Czesław Rajch
Czesław Rajch (ur. 4 lutego 1964) – polski kolarz szosowy, dwukrotny mistrz Polski w wyścigu szosowym ze startu wspólnego 

## Kariera sportowa
Był zawodnikiem klubów Gwardia Katowice, Dolmel Wrocław i CK Wrocław. W 1990 i 1992 został mistrzem Polski w wyścigu szosowym ze startu wspólnego. Był także medalistą mistrzostw Polski w szosowym wyścigu drużynowym na 100 km (3 m. w barwach Gwardii w 1987 i 1988 i 2 m. w 1990 w barwach Dolmelu). W 1991 wystąpił jedyny raz w Wyścigu Pokoju, zajmując 58 m. Kilkukrotnie startował w Tour de Pologne, a jego największym sukcesem w tym wyścigu było zwycięstwo w klasyfikacji aktywnych w 1993 (gościnnie występował w barwach Zibi Casio Częstochowa) oraz zwycięstwo etapowe w 1989. Wygrał też pierwszą edycję wyścigu Międzynarodowego Wyścigu "Solidarności" (1990) oraz wyścigi "po Ziemi Łódzkiej" (1989) i "Szlakiem Grodów Piastowskich" (1993).
Po zakończeniu kariery sportowej w dalszym ciągu startuje w wyścigach weteranów. Mieszka w Domaszowicach.